# Aartsbisdom Cotabato
Het Aartsbisdom Cotabato (Latijn: Archidioecesis Cotabatensis) is een van de 16 rooms-katholieke aartsbisdommen van de Filipijnen. Het gebied van het aartsbisdom Cotabato omvat de gehele provincie Cotabato. De suffragane bisdommen zijn Bisdom Kidapawan en Bisdom Marbel. De metropolitane kathedraal van het aartsbisdom Cotabato is de Cathedral of the Immaculate Conception in Cotabato City.
De aartsbisschop van Cotabato is sinds 2018 Angelito Lampon. Het aartsbisdom had in 2004 een totaal aantal van 1.880.000 geregistreerde gedoopte katholieken

## Geschiedenis

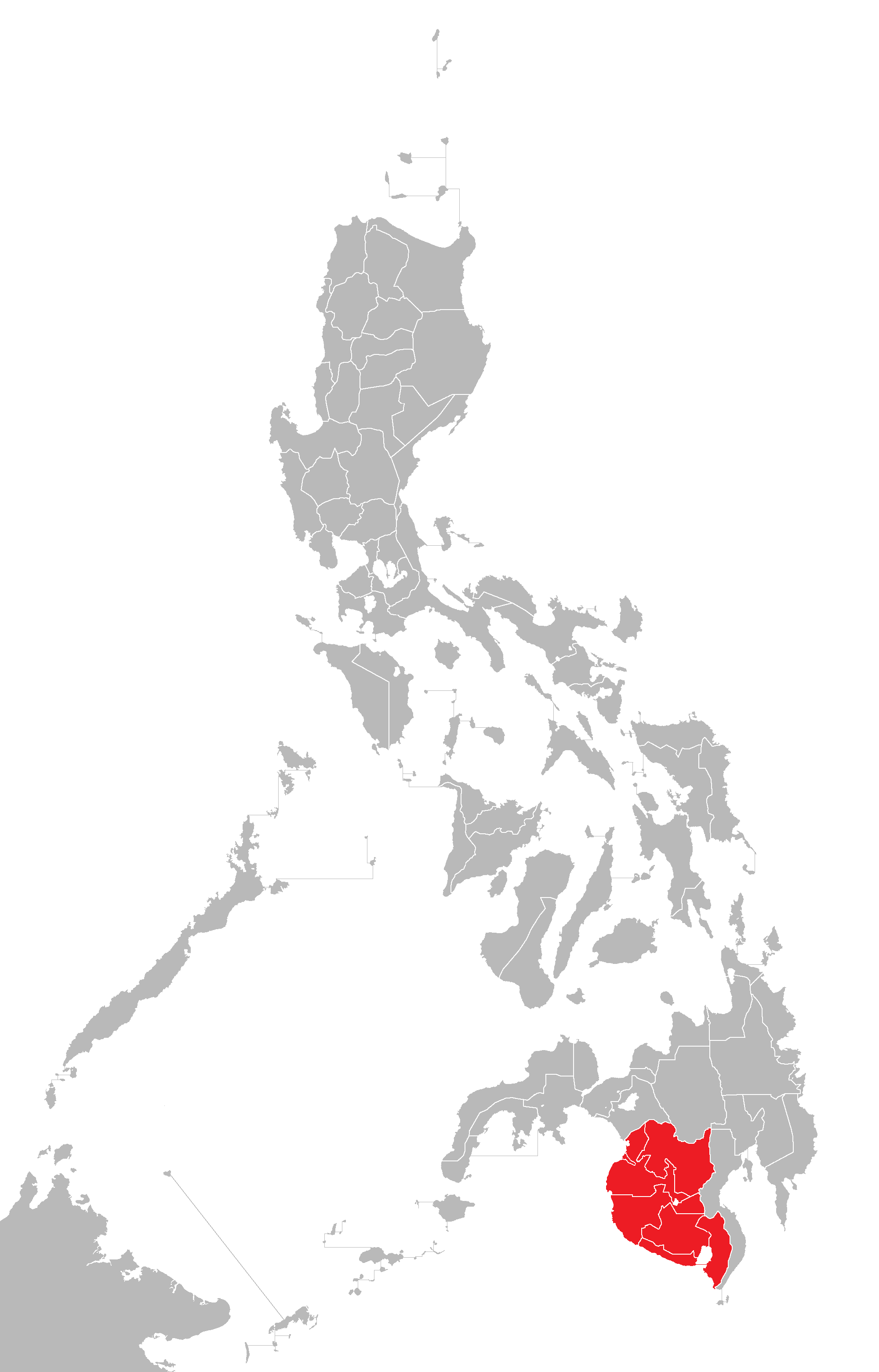
Het aartsbisdom Cotabato

Het Territoriaal Prelatuur Cotabato werd op 11 augustus 1950 gecreëerd als suffragaan van het aartsbisdom Cagayan de Oro en omvatte toen de huidige provincies  Cotabato, Sultan Kudarat en Maguindanao. Op 12 juni 1976 werd het prelatuur verheven tot bisdom en op 5 november 1979 werd het bisdom door Paus Johannes Paulus II verheven tot aartsbisdom met de bisdommen Kidapawan en Marbel als suffragane bisdommen.

## (Aarts)bisschoppen
- Gérard Mongeau (27 maart 1951 - 14 maart 1980)
- Philip Francis Smith (14 maart 1980 - 30 mei 1998)
- Orlando Quevedo (30 mei 1998 - 6 november 2018)
- Angelito Lampon (6 november 2018 - heden)